# Vrbice, Litoměřice
Vrbice là một làng thuộc huyện Litoměřice, vùng Ústecký, Cộng hòa Séc.